# Triada Vértice
La Triada Vértice fue una serie de historietas compuesta por un grupo de superhéroes españoles trasunto del trío formado por el capitán Trueno, Goliat y Crispín o sus otras versiones en El Jabato, El Corsario de Hierro o El Cosaco Verde. Nació como un derivado de la miniserie Iberia Inc y constó de cuatro números.

## Historia
Mihura y Cascabel se encuentran en un circo donde va a buscar a esta última Estigma y se ven envueltos en una lucha a muerte contra una mafia que trafica con seres humanos para el tráfico ilegal de órganos.
La historia realiza continuas referencias o incluso burlas a los cómics estadounidenses, cono alusiones al frío que deben pasar con telas tan finas, aunque siempre muestra un enraizamiento con la forma de ser española, así los enemigos contra los que luchan son, entre otros, mafias del tráfico de personas como materia prima para el tráfico internacional de órganos.
Toda la historia posee constantes adaptaciones o referencias a la idiosincrasia española como indicar el hecho de ser muy mal hablados respectos a los superhéroes americanos, ya sean estadounidenses o canadienses.

## Creadores
La Triada Vértice fue obra de  Pacheco, Marín Trechera y Fronteriz (2016) como un grupo de supeheroes españoles con clara inspiración en los estadounidenses, pero entroncados con la tradición del tebeo español y también con los problemas hispanos como es la inmigración ilegal. Sería un grupo independiente de gobierno español, al contrario que Iberia Inc que sí fue reclutado y contratado por el Ministerio de defensa.

## Integrantes
- Mihura (Roque Ruíz Montolla): sevillano de Coria del Río, exlegionario y actor de circo con una fuerza hercúlea. Trasunto de Goliat.[4]
- Cascabel (Covadonga Lázaro): madrileña escapada de la custodia paterna. Trasunto de Crispín luciendo un atuendo de claras reminiscencias con el vestido por el compañero del Capitán Trueno.[4]
- Estigma (Teresa O'Connor): superherína abulense hija de madre abulense y padre irlandés criada en un convento de las Carmelitas descalzas. Líder indeseada del grupo formado por Covadonga y Roque, viste un traje con reminiscencias al hábito de las monjas carmelitas.[5] Trasunto del Capitán Tueno.[4]